# محمد جابر الأنصاري
محمد جابر الأنصاري (1939 - 26 ديسمبر 2024)، هو كاتب ومفكر بحريني، أستاذ دراسات الحضارة الإسلامية والفكر المعاصر، وعميد كلية الدراسات العليا في جامعة الخليج في البحرين وعضو المجلس الوطني للثقافة والآداب والفنون في البحرين. شغل منصب المستشار الثقافي للعاهل البحريني.

## نشأته وتعليمه
ولد في البحرين عام 1939، تعلم في البحرين حتى أنهى دراستة الثانوية، ثم انتقل للتعلم في الجامعة الأمريكية في بيروت حتي نال منها:
- بكالوريوس آداب عام 1963م.
- ماجستير في الأدب الأندلسي عام 1966م.
- الدكتوراة في الفلسفة الإسلامية الحديثة والمعاصرة عام 1979م.

بالإضافة لذلك تابع تعليمه وحضوره للدورات الدراسية في عدد من الجامعات المرموقه في العالم كجامعة كامبردج. في عام 1982 توجه الي فرنسا لدراسة الثقافة الفرنسية في جامعة السوربون بباريس.

## حياته المهنية
- رئيس الاعلام وعضو مجلس الدولة في البحرين 1969-1971.
- من مؤسسي أسرة الأدباء والكتاب بالبحرين وأول رئيس لها سنة 1969.
- حاز على جائزة الدولة التقديرية في البحرين، وجائزة سلطان العويس في الدراسات القومية والمستقبلية وجائزة منيف الرزاز للدراسات والفكر.

## مؤلفاته
كتب في شؤون الخليج السياسية والثقافيه في الصحف والدوريات العربية منها مجلة صحيفة الدوحة القطرية ومجلة العربي الكويتية.
1. لمحات من الخليج العربي، 1970،
2. الخليج-إيران-العرب، دار المنار، ببيروت، 1972،
3. احياء تراث البحرين الأدبي (جمع وتحقيق)،
4. تحولات الفكر والسياسة في الشرق العربي، 1930-1970، سلسلة عالم المعرفة، الكويت، 1980.[1]
5. العالم والعرب سنة 2000.
6. هل كانوا عمالقة.
7. لمحات من الخليج العربي.
8. الحساسية المغربية والثقافة المشرقية.
9. التفاعل الثقافي بين المغرب والمشرق.
10. تجديد النهضة باكتشاف الذات ونقدها.
11. رؤية قرآنية للمتغيرات الدولية وشواغل الفكر بين الإسلام والعصر.
12. انتحار المثقفين العرب وقضايا راهنة في الثقافة العربية.
13. الفكر العربي وصراع الأضداد،
14. التأزم السياسي عند العرب وسوسيولوجيا الإسلام، لماذا يخشى الإسلاميون علم الاجتماع
15. التأزم السياسي عند العرب وسوسيولوجيا الإسلام، مكونات الحالة المزمنة،
16. تكوين العرب السياسي ومغزى الدولة القطرية: مدخل إلى إعادة فهم الواقع العربي،
17. العرب والسياسة: أين الخلل؟ جذر العطل العميق،
18. مساءلة الهزيمة، جديد العقل العربي بين صدمة 1967 ومنعطف الألفية،
19. الناصرية بمنظور نقدي، أي دروس للمستقبل؟
20. لقاء التاريخ بالعصر، دعوة لبذر الخلدونية بأبعادها المعاصرة في وعي الشعب تأسيساً لثقافة العقل،

## دراسات في فكره
الأنصاري وسوسيولوجيا الأزمة.. دراسات عربية متباينة الرؤية في فكر محمد جابر الأنصاري، أعدها الملتقى الثقافي الاهلي في البحرين.

## الوفاة
توفي يوم الخميس 26 ديسمبر 2024م في المنامة.